# 橫帶雜鱗杜父魚
橫帶雜鱗杜父魚，為輻鰭魚綱鮋形目杜父魚亞目杜父魚科的其中一種，為溫帶海水魚，分布於北太平洋日本北海道至阿留申群島海域，棲息深度4-320公尺，體長可達30公分，棲息在底層水域，生活習性不明。

## 扩展阅读
維基物種上的相關：橫帶雜鱗杜父魚